# Mairinque
Mairinque là một đô thị ở bang São Paulo của Brasil. Đô thị này nằm ở vĩ độ 23º32'45" độ vĩ nam và kinh độ 47º11'00" độ vĩ tây, trên khu vực có độ cao 850 m. Dân số năm 2004 ước tính là 45 376 người.

## Thông tin nhân khẩu
Dữ liệu dân số theo điều tra dân số năm 2000
Tổng dân số: 39.975
- Dân số thành thị: 34.340
- Dân số nông thôn: 5.635
  - Nam giới: 20.004
  - Nữ giới: 19.971

Mật độ dân số (người/km²): 190,63
Tỷ lệ tử vong trẻ sơ sinh dưới 1 tuổi (trên một triệu người): 13,70
Tuổi thọ bình quân (tuổi): 72,42
Tỷ lệ sinh (số trẻ trên mỗi bà mẹ): 2,30
Tỷ lệ biết đọc biết viết: 92,79%
Chỉ số phát triển con người (HDI-M): 0,801
- Chỉ số phát triển con người - Thu nhập: 0,719
- Chỉ số phát triển con người - Tuổi thọ: 0,790
- Chỉ số phát triển con người - Giáo dục: 0,894

(Nguồn: IPEADATA)

## Sông ngòi
- Sông Sorocaba
- Represa de Itupararanga

## Các xa lộ
- SP-270
- SP-280